# Eurypharynx pelecanoides
Famille
Genre
Espèce
Synonymes
- Euripharynx pelecanoides Vaillant, 1882[2] [3]
- Eurypharynx richardi Roule, 1914[2] [3]
- Gastrostomus bairdii Gill & Ryder, 1883[2] [3]
- Gastrostomus pacificus Bean, 1904[2] [3]
- Leptocephalus pseudolatissimus Bertin, 1936[2] [3]
- Macropharynx longicaudatus Brauer, 1902[2] [3]

Statut de conservation UICN

 LC  : Préoccupation mineure
Eurypharynx pelecanoides, communément appelé le Grandgousier-pélican, est une espèce de poissons de l'ordre des Saccopharyngiformes. Il est peu connu car il vit dans la zone bathyale et la zone abyssale.
C'est la seule espèce connue du genre Eurypharynx et de la famille des Eurypharyngidae.

## Répartition
Eurypharynx pelecanoides se rencontre dans les eaux tropicales et tempérées des océans Atlantique, Pacifique et Indien à une profondeur comprise entre 500 et 7 625 m mais, plus généralement, entre 1 200 m et 1 400 m.

## Description
Une étude de 1970 réalisée par l'université de Miami indique que les vingt-deux spécimens analysés mesuraient entre 119 et 608 mm. Lors de sa description initiale (Vaillant, 1882), l'auteur note l'absence complète de vessie natatoire chez ce poisson. Les nageoires pelviennes et les écailles sont également absentes.
Le Grandgousier-pélican est olive ou noir. Il possède un corps d’anguille, surmonté d’une tête volumineuse. La bouche, qui représente un quart de la longueur du corps, forme comme une poche dans la partie inférieure, à l'image du bec des pélicans.
Un organe lumineux est situé à l'extrémité de la queue. Il brille d'un rouge ou d'un rose impressionnant. Cet organe est utilisé comme leurre,. La lumière rose ainsi que les flash rouges lui permettent d'attirer ses proies.

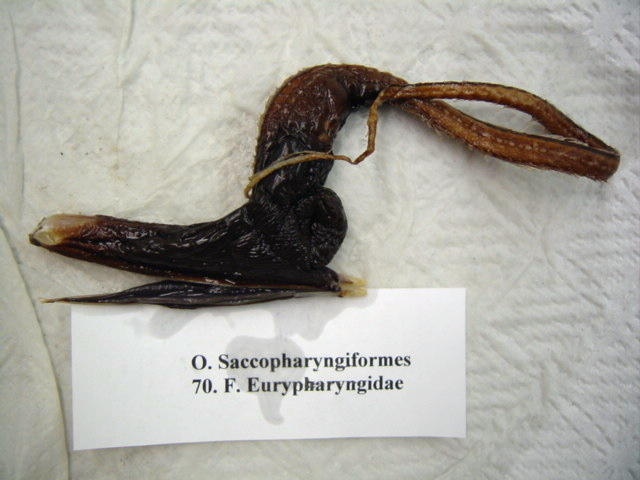
Spécimen naturalisé
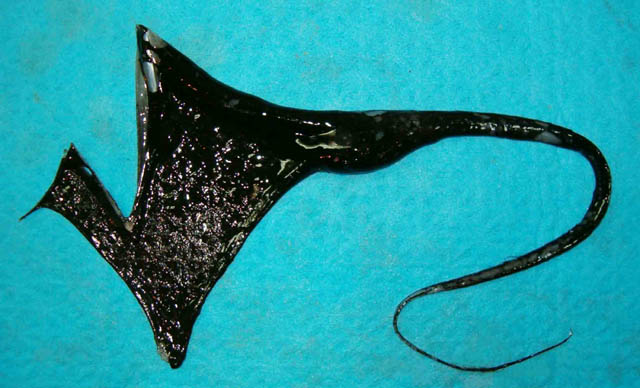
Bouche semi-ouverte
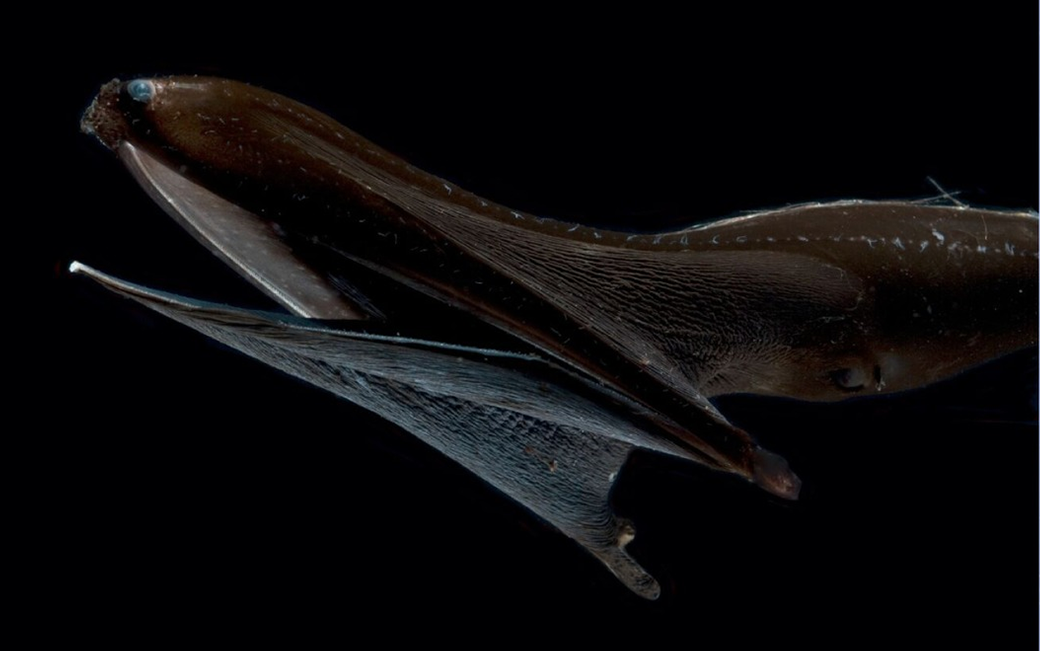
Tête
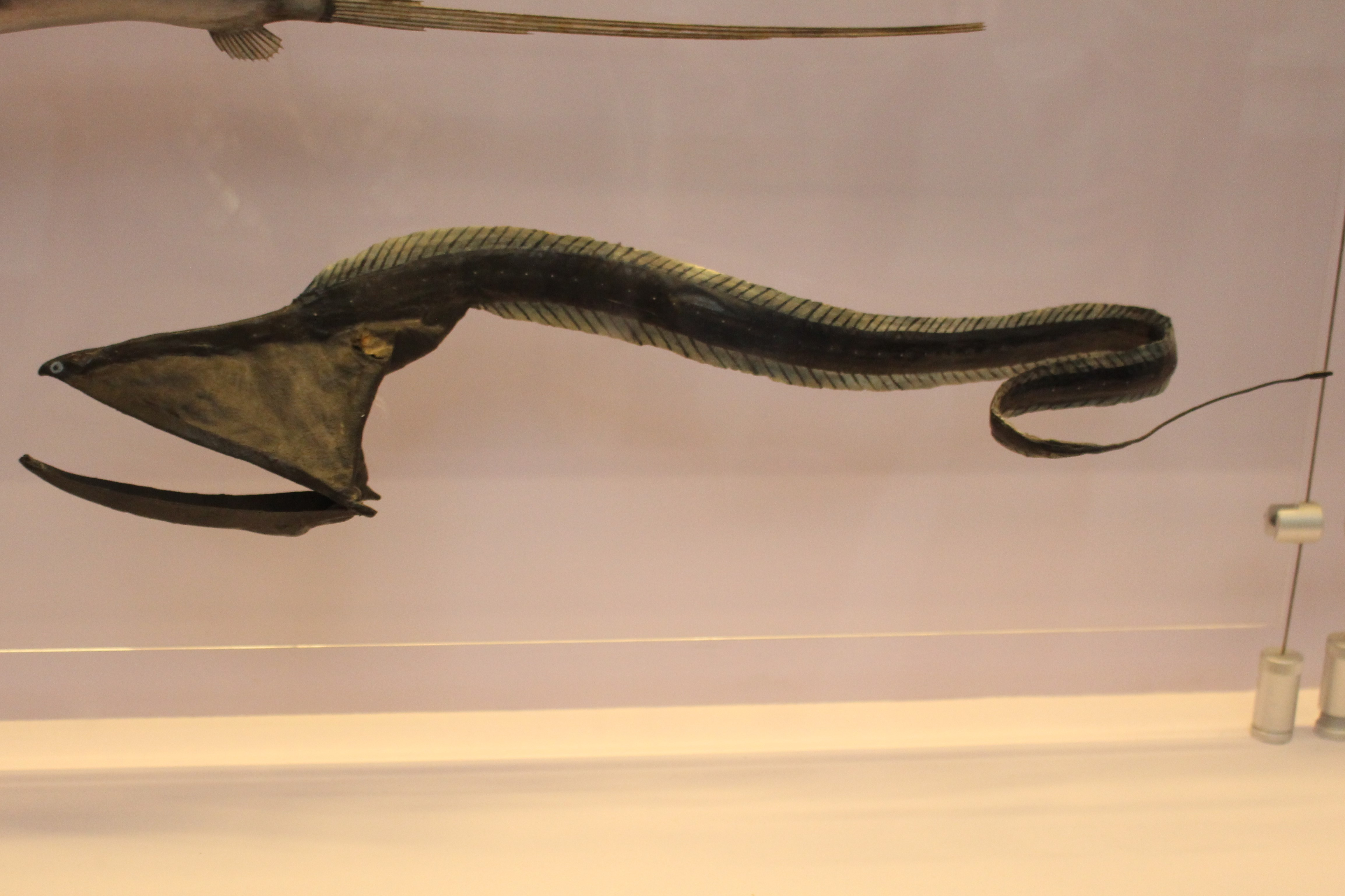
Maquette
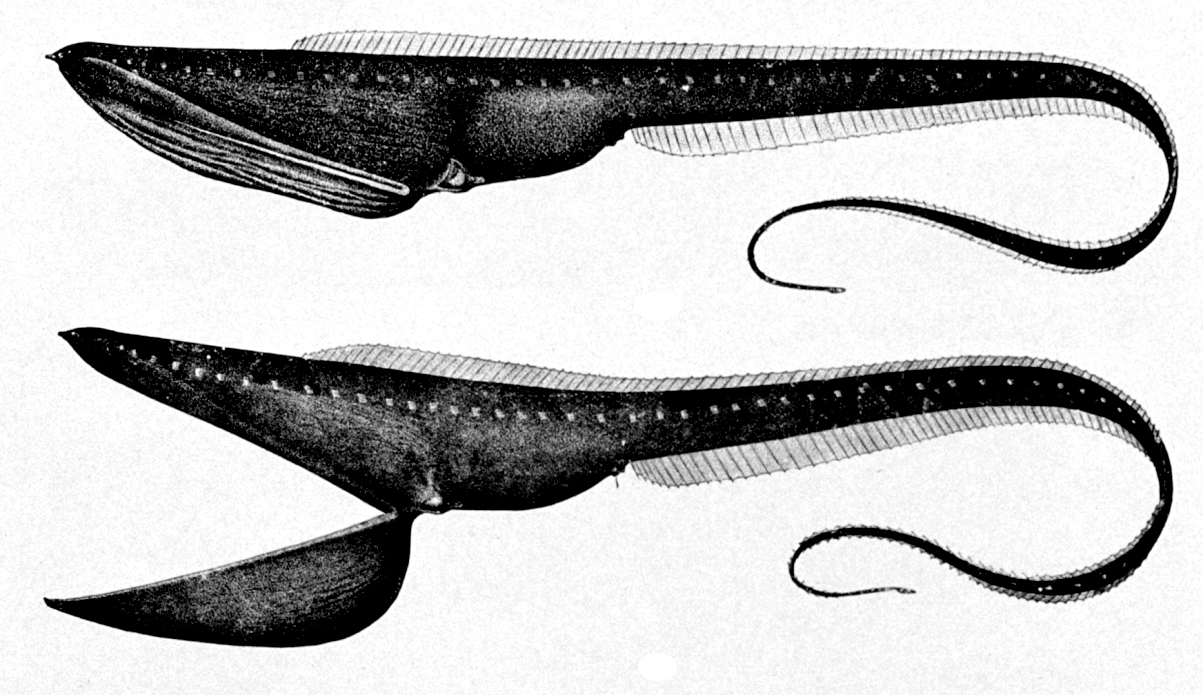
Dessin
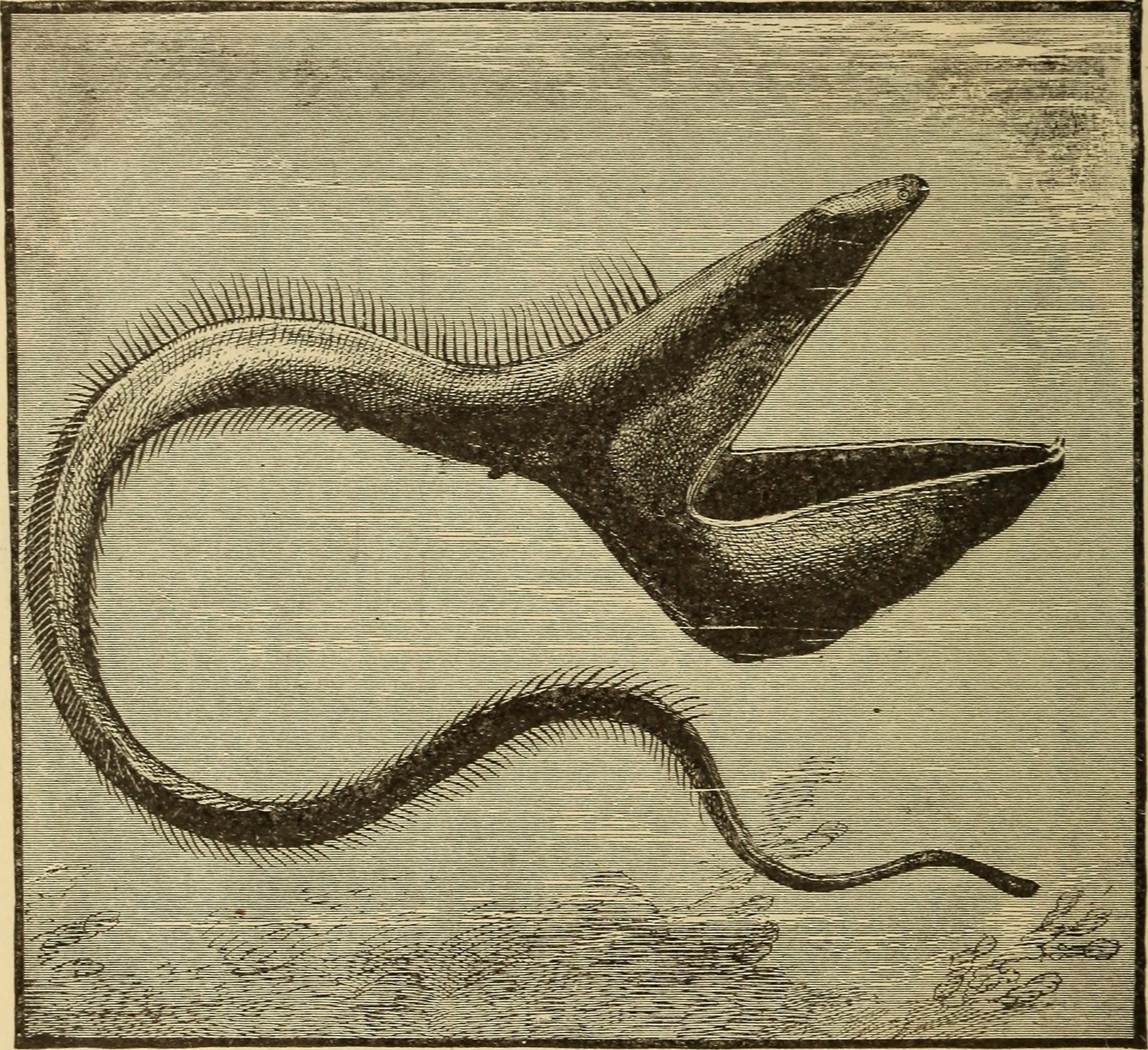
Dessin

## Régime alimentaire
Ce grandgousier se nourrit de plancton, de poissons, de crevettes et de copépodes. Sa gueule lui sert de filet. 
L'eau que Eurypharynx pelecanoides avale est expulsée par ses branchies.

## Étymologie
Le nom de genre Eurypharynx vient du  grec ancien εὐρύς, eurús (« large ») et  φάρυγξ, pharygx (« gorge, gosier, pharynx, larynx »).
Son nom spécifique, composé de pelecan et du suffixe latin -oides, « qui ressemble à », lui a été donné en référence à ses larges gueule et gorge qui évoquent le pélican. Cette particularité anatomique est également reprise dans son nom vernaculaire.

## Publication originale
- Vaillant, 1882 : « Sur un poisson des grandes profondeurs de l'Atlantique, l’Eurypharynx pelecanoides ». Comptes Rendus Hebdomadaires des Séances de l'Académie des Sciences, vol. 95, p. 1226-1228[11] (lire en ligne).